# Blood Omen 2: Legacy of Kain
Blood Omen 2: Legacy of Kain – przygodowa gra akcji stworzona przez Crystal Dynamics i wydana 5 kwietnia 2002 roku przez Eidos Interactive. Głównym bohaterem jest wampir Kain. 
Gra kontynuuje historię Kaina zapoczątkowaną w Blood Omen. Bohater walczy z siłami zła, żeby uratować fikcyjną krainę Nosgoth.